# Балакенський район
Балакенський район (азерб. Balakən rayonu, до 11.08.1991 — Белоканський) — адміністративна одиниця (район) на північному заході Азербайджану. Центр — місто Балакен.

## Етимологія
Назва району походить від назви районного центру, міста Белокани, розташованого на однойменній річці. Сам же топонім Белокани походить від тюркських слів «бел» (височина) і «кан» (джерело, криниця), тобто — джерело в височини.

## Історія
Белоканський район утворено 8 серпня 1930 року. 4 січня 1963 року скасовано, а територію передано Загатальскому району, 6 січня 1965 року відновлено.

## Географія і природа
Район межує на півночі з Росією, на сході і південному сході з Загатальським районом, на заході і південному заході з Грузією.
Рельєф району на північному сході — гірський, на півдні і південному заході — низовинний. На півночі, у Великому Кавказькому хребті, уздовж кордону з Росією, розташовані вершини Гутон (3648 метрів), Тіновросо (3385 метрів) та інші. Низовина складається з антропогенових, а гори — з юрських і крейдових відкладень. На території розташовані колчеданно-поліметалічні (Філіс-чай, Тенрос, Кас-даг, Катех) і глиняні родовища. На території Белоканського району поширені бурі гірськолісові, алювіальні лучно-лісові і алювіальні лучні ґрунти. На півночі і північному сході велику територію займають ліси (дуб, бук, граб та інші). На високогірних територіях розташовані субальпійські та альпійські луки. Ландшафти лучно-лісові і гірськолісові, гірсько-лучні і скелясті. З тварин на території району проживають гірські козли (тури), олені, козулі, бурі ведмеді, сарни, кабани, кам'яні і лісові куниці, вовчок сірий та інші. З птахів — орли, соколи, фазани та інші. 2/3 Закатальського державного заповідника розташовані на території Белоканського району.
Клімат помірний жаркий, напіввологий субтропічний, у нагір'ї — холодний і вологий. Середня температура в січні коливається від -7,8 до -1,5 °С, у липні від 10,5 до 24,5 °С. Середньорічний рівень опадів — 600—1400 мм. Річкова мережа густа, з великих річок протікають Белокани, Мазим, Каних і Катех.

## Населення
| Численность населения | Численность населения | Численность населения | Численность населения | Численность населения | Численность населения | Численность населения | Численность населения | Численность населения | Численность населения | Численность населения | Численность населения |
| 1939                  | 1959                  | 1970                  | 1976                  | 1979                  | 1989                  | 1991                  | 1999                  | 2009                  | 2013                  | 2014                  | 2017                  |
| --------------------- | --------------------- | --------------------- | --------------------- | --------------------- | --------------------- | --------------------- | --------------------- | --------------------- | --------------------- | --------------------- | --------------------- |
| 32 964                | ▲35 510               | ▲51 219               | ▲55 600               | ▲58 881               | ▲68 843               | ▲70 500               | ▲83 732               | ▲89 827               | ▲93 000               | ▲93 800               | ▲96 800               |

1976 року густота населення становила 60,2 особи/км2, 2009 року ця цифра склала 99 осіб/км2.
На 2009 рік 88,7 % населення проживає в селах.

## Адміністративний устрій
| №   | Назва муніципалітету            | Кількість населення |
| --- | ------------------------------- | ------------------- |
| 1   | Балакенський муніципалітет      | 82 777              |
| 2.  | Кабахчольський муніципалітет    | 1 005               |
| 3.  | Катеський муніципалітет         | 7 432               |
| 4.  | Газмаський муніципалітет        | 6 639               |
| 5.  | Кулларський муніципалітет       | 5 794               |
| 6.  | Толібський муніципалітет        | 5 719               |
| 7.  | Ханіфійський муніципалітет      | 5 571               |
| 8.  | Талабінський муніципалітет      | 5 028               |
| 9.  | Магамаларський муніципалітет    | 4 572               |
| 10. | Гарагалський муніципалітет      | 3 672               |
| 11. | Кеський муніципалітет           | 3 595               |
| 12. | Рохошамбулський муніципалітет   | 3 438               |
| 13. | Шарифський муніципалітет        | 3 231               |
| 14. | Ціябшарипський муніципалітет    | 3 086               |
| 15. | Керталінський муніципалітет     | 2 996               |
| 16. | Шамбулський муніципалітет       | 2 796               |
| 17. | Халаталинський муніципалітет    | 2 731               |
| 18. | Пуштаталинський муніципалітет   | 2 292               |
| 19. | Ітіталинський муніципалітет     | 2 115               |
| 20. | Кацбінайський муніципалітет     | 2 110               |
| 21. | Сарибулацький муніципалітет     | 1 543               |
| 22. | Почбінайський муніципалітет     | 1 246               |
| 23. | Чедерабталинський муніципалітет | 846                 |
| 24. | Рочахмадський муніципалітет     | 428                 |

## Господарство і економіка району
В радянський час у районі було розвинене переважно сільське господарство, було збільшено обороти тютюнництва, коконівництва, тваринництва, рільництва і вирощування фруктів. 1975 року в районі працювало 18 колгоспів. На 1975 рік в районі придатних земель було 33,2 тисячі гектарів, з них: 11,7 тисяч гектарів орних земель, 5,3 тисяч гектарів земель, виділених під багаторічні рослини, 2,3 тисячі гектарів земель, залишених для відпочинку, 800 гектарів, виділених під сінокіс, 2,3 тисячі гектарів пасовищ. З 11,7 тисяч гектарів 52 % виділено під зернові і зернобобові культури, 16 % під технічні культури, 5 % під овочі і картоплю, 27 % — під кормові культури. На 4,1 тисячі гектарів вирощувалися фрукти, на 65 гектарах — чай. В колгоспах району утримували 12 тисяч голів великої рогатої худоби і 12,6 тисяч голів дрібної. 1975 року господарства району продали державі 4,5 тисячі тонн тютюну, 389 тонн коконів шовкопряда. В районі були тютюново-ферментаційний і консервний заводи, районний відділ тресту «Азсільгосптехніка», комбінат побутового обслуговування, виробничий і лісовий комбінати.
Нині район належить до Шекі-Закатальського економічного району. Белоканський район є переважно сільськогосподарським районом. В районі процвітає тваринництво, овочівництво, вирощування зерна і фруктів. У господарствах на 2017 рік міститься 36581 голова великої, 36376 голів дрібної рогатої худоби і 186399 голів птиці. В районі 7 тисяч гектарів виділено під багаторічні рослини, 3 тисячі гектарів використовується в підсобних господарствах, 18 тисяч гектарів — орні, 8,5 тисяч га виділено під пасовища, 311 гектарів — під сінокіс. 2017 року в районі вироблено 48076 тонн зерна, 718 тонн бобових, 317 тонн тютюну, 5257 тонн картоплі, 24115 тонн овочів, 32218 тонн фруктів і ягід, 233 тонни винограду і 4085 тонн баштанних культур.
З сільськогосподарських підприємств у районі діють: фірма «Azza», колективне господарство імені Мірзи Алекпера Сабіра, виробничий кооператив «Шафак». Останні роки почала розвиватися промисловість, діють підприємства: цех з переробки фундука «Dərya-R», цегельний завод ТОВ «Balakənkərpic», піщано-щебеневий завод, завод бетонних конструкцій, завод комбікормів ТОВ «Azəryemsənaye», шовковий завод, консервний завод ВАТ «Konserv» і тютюново-ферментаційний завод ТОВ «AZ-AQRO».

## Інфраструктура
Через район проходить автодорога Баку-Тбілісі, залізниця Євлах-Белокани. У селі Тулі розташований аеропорт, що з'єднує місто Белокани з Баку.
На 2017 рік в районі діють 16 АТС і 25 поштових відділень.

## Культура, освіта та охорона здоров'я
В районі видається громадсько-політична газета «Балакян» (до 1939 року — «Гизил Балакян», в 1939—1965 роках — «Ірелі», в 1965—1991 роках — «Шен хаят»). 1936 року на території району розпочато радіомовлення.
В районі на 2009 рік було 25 дошкільних закладів, 49 загальноосвітніх шкіл, 2 професійних училища, музична школа та школа мистецтв, 17 клубів, 20 будинків культури, музей, 52 бібліотеки, парк культури і відпочинку.
У Белоканському районі знаходяться 6 лікарень на 556 ліжок, 8 лікарських амбулаторій, центр епідеміології та гігієни, 19 фельдшерско-акушерських пунктів. На 2009 рік у медзакладах району працювало 148 лікарів, 15 стоматологів, 548 середніх медичних працівників, з яких 61 акушер.
Белоканський район багатий на архітектурні пам'ятки. В районі розташовані: фортеця Пері-кала[прояснити] (XII—XIII століття) і храм (1780) в селі Куллар; фортеця (XVII століття) і мечеть (1902), храм і молитовня (дата побудови невідома) у селі Катех; мечеть у селі Ітітала; мечеть у селі Халатала (XVII століття); храм у селі Ганіфа (XIV століття); мечеть з мінаретом у місті Балакен (XIX століття); стародавні кладовища в селах Солбан (XII століття) і Магомалар (II—I століття до н. е.), руїни міста (VI—VIII століття) і фортеця (XIX століття) в селі Магомалар; мавзолей у селі Тюлі (XIV століття).